# Brough Castle
Brough Castle är en slottsruin nära byn Brough i grevskapet Cumbria i England. Slottet, vars äldsta delar dateras till cirka år 1100, byggdes av William Rufus (Vilhelm II av England). När slottet byggdes fanns ett ständigt hot av militärangrepp från Skottland. Slottet låg högst upp på en brant kulle nära engelska gränsen mot Skottland och var en strategiskt viktig försvarspunkt. Skottarna erövrade slottet år 1136 och det förblev i deras ägo tills engelsmännen återtog slottet år 1157. År 1174 skadades slottet efter ett skotskt angrepp men reparerades och byggdes ut av främst Robert de Vieuxpont efter hans övertagande av slottet år 1203 eller 1204. Han tros också byggt en tre våningar hög grindstuga.
År 1269 hamnade slottet i Clifford-familjens ägo. Familjen byggde ut slottet genom att bygga en ny stor sal samt ett torn. I dag är tornet känt som "Clifford Tower". Tornet är D-format och tre våningar högt. Familjen bebodde slottet fram tills år 1521 då det förstördes i en brand under julhelgen. Slottet förblev i sitt skick i 140 år tills Anne Clifford påbörjade renoveringar av slottet. En minnestavla uppfördes i slottet för att hylla hennes insatser. Efter hennes bortgång 1679 gick slottet i arv till hennes barnbarn, Thomas Tufton. Thomas Tufton satte stopp för renoveringarna och började istället riva stora delar av slottet. Stenen som räddades vid rivningen användes delvis som materiel vid renoveringen av ett annat slott och delvis så såldes den och användes vid reparationsarbete av lokala hus. Anne Cliffords minnestavla togs ner och flyttades till en väderkvarn i området.
I dag ägs slottet av English Heritage som sköter om slottet och håller det öppet för besökare.